# باد جیمیسون
باد جیمیسون (انگلیسی: Bud Jamison؛ ‏ ۱۵ فوریهٔ ۱۸۹۴ – ۳۰ سپتامبر ۱۹۴۴) بازیگر اهل ایالات متحده آمریکا بود.
او در ۵۰ سالگی درگذشت. علت مرگ او را سرطان کبد یا مسمومیت خونی و خودداری از درمان پزشکی به دلیل اعتقادات مذهبی‌اش دانسته‌اند.

## گزیدهٔ فیلم‌شناسی
- حکم، گشنیز است
- لوک اموال چپاول‌شده را پیدا می‌کند
- لوک، راننده تاکسی
- لوک، فراهم‌کننده بیمار
- لوک، گلادیاتور
- لوک و اسب‌های مسابقه
- لوک، جعل‌کننده هویت
- آماده‌سازی‌های لوک برای آماده بودن
- آتش‌بازی‌های ناکام لوک
- زندگی باشگاهی پرشتاب لوک
- خواب پراکنده لوک
- اخبار جانانه لوک
- لوک و پریان دریا
- لوک به نیروی دریایی می‌پیوندد
- لوک به تفرجگاه می‌رود
- کودک گمشده لوک
- لوک، فال‌بین
- لوک با بی‌ملاحظگی رفتار می‌کند
- اختلاط اجتماعی لوک
- نابسامانی سینمایی لوک
- خودروی قراضه و خطرناک لوک
- لوک پیروز می‌شود
- لوک و دردسرهای رستوران
- لوک خوشگل‌ها را دید می‌زند
- بدل لوک
- لوک تنها، بیمارانش را از دست می‌دهد
- زنان سرکش لوک تنها
- لوک تنها، پیک
- لوک تنها، تعمیرکار خودرو
- لوک تنها، لوله‌کش
- ماه عسل لوک تنها
- لوک تنها در تین کن الی
- زندگی پر جنب‌وجوش لوک تنها
- لوک دل لیدی فیر را می‌رباید
- لوک تنها، وکیل مدافع
- دردسرهای لوک در تراموا
- روز پرمشغله لوک
- آزادی از دست‌رفته لوک
- صبر کن! لوک! گوش کن!
- عشق، خنده و هیجان
- هل نده
- رئیس بزرگ سرخپوستان
- باقی پولت را بشمار
- چاپ سویی اند کو
- یک ماه عسل پرجنب‌وجوش
- بیرون تراموا
- تپانچه‌هایی برای صبحانه
- بازگشت به جنگل
- پرده را بالا بزن
- بی‌عرضه وظیفه‌شناس
- مراقب باشید، داریم می‌افتیم
- دارم میام
- از پدر بپرس
- دیگر موجود نیست!
- تحت تعقیب – ۵٬۰۰۰ دلار
- دو نفر در جنب و جوش
- مشغله ذهنی
- غوغای آنان را بشنو
- بیرون کردن میکروب‌ها از آلمان
- بخت خود را بیازما
- هوت مون!
- گاسی دو لول
- با همرقص‌هایت سوئینگ برقص
- هیچ‌چیز جز دردسر
- جوانک مهارنشدنی
- او ندارد مرا دوست
- یک زندگی پرهیجان
- آن طرف حصار
- خانم‌ها وارد می‌شوند
- خجالتی
- تقلا برای سلامتی
- حرکت کن
- دزدزده
- هیچ‌کجا مثل زندان نیست
- در حال پرسه
- از یک قماش
- زنت رو دوست داری؟